# Maurilia fuscopicta
Maurilia fuscopicta är en fjärilsart som beskrevs av Embrik Strand 1915. Maurilia fuscopicta ingår i släktet Maurilia och familjen trågspinnare. Inga underarter finns listade i Catalogue of Life.